# 艾蜜莉·倫諾克斯
艾蜜莉·倫諾克斯（英語：Emily Lennox，1731年10月6日—1814年3月27日），倫斯特公爵夫人，婚後名為艾蜜莉·菲茲傑拉德（Emily FitzGerald）。里奇蒙公爵的第二个女儿，著名的倫諾克斯四姊妹中的第二个，查理二世的私生后代。1747到1761年是基尔代尔伯爵夫人，1761到1766年是基尔代尔侯爵夫人。

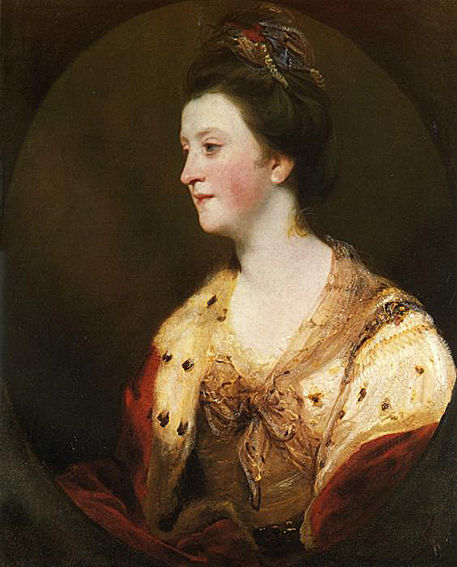

## 早期生活
1747年2月7日她嫁给了基尔代尔伯爵詹姆斯·斐茲傑拉德，詹姆斯时年20岁并非常富有，他们搬去了爱尔兰，先是住在伦斯特庄园，后来在卡顿庄园。她的婚姻是十分幸福的，尽管詹姆斯不断对她不忠，她们育有19个子女：
- 乔治，最初的继承人（1748年1月15年出生，1765年早逝）
- 威廉，伦斯特公爵（1749年出生，1804年去世）
- 卡罗琳（1750–1754）
- 艾米丽·玛丽（1752—1818）嫁给了查尔斯·库特，库特是Bellamont伯爵，这对夫妇有5个孩子，儿子早逝，留下4个女儿
- 亨丽埃塔（1753–1763）
- 卡罗琳（1755年生同年去世）
- 查尔斯，第一代Lecale男爵（1756年6月30日—1810年6月30日）
- 夏洛特·玛丽·格鲁斯特（1758–1836），嫁给了约瑟夫·格鲁斯特，后来被封为瑞利勋爵，有子嗣
- 路易莎·布里奇特 （1760–1765）
- 亨利（17617月30 - 18298月30），娶了夏洛特·波义耳，有子女
- 索菲亚·莎拉·玛丽（1762—1845年3月21日）
- 爱德华（1763–1798）是共和运动的重要人物，1798在爱尔兰叛乱过程中牺牲
- 罗伯特·史蒂芬（1765 - 1833年1月2日）他成为了外交官，娶了索菲亚·夏洛特·菲尔丁，有子嗣
- 杰尔拉德（1766–1788）在他服役的船沉没的时候淹死了
- 奥古斯塔（1767–1771）·
- 范妮（1770–1775）
- 露西·安妮（1771 – 1851），她参加了1798年的爱尔兰叛乱，汤玛斯·弗利上将，弗利在纳尔逊将军手下创造了优异的成绩，但是他们没有子嗣。
- 路易莎1772–1776）
- 乔治·西蒙（1773–1783）被认为是她丈夫的儿子，其实是她和家庭教师威廉·奥格尔维的

她的丈夫基尔代尔接连成为了侯爵和公爵，这也可能在一定程度上致使她与她的大姐荷兰女男爵卡罗琳·福克斯关系破裂

## 后期生活
1773年她丈夫死后，她嫁给了她孩子们的家庭教师，乔治·奥格威尔。她们在几年前就开始了情人关系，尽管她再婚了，依然被称为伦斯特公爵的遗孀。奥格威尔比她小9岁，是她第一次婚姻中最小的儿子的父亲，她和奥格威尔另外有3个孩子
- 塞西莉亚（1775–1824），嫁给了查尔斯·劳克（Charles Lock）英国在那不勒斯和埃及的总领事，有3个女儿。
- 夏洛特，1777年出生并夭折
- 艾米丽夏洛特（昵称Mimie），（1778 -  1832）查尔斯·乔治。博克来尔（Charles George Beauclerk）第一任奥尔本公爵的曾孙。

基尔代尔对她十分慷慨，他留给她一年4000磅的年金，并且终身所有伦斯特宫和卡顿（她用卡顿换取了Frescati庄园和40000英磅）。按遗嘱内容，她要给每个出嫁的女儿10000磅嫁妆，所以她得到的遗产和收入使第二世伦斯特公爵的财产大大削弱，他丈夫对她较小的儿女的也做了过分宽松的规定，艾米丽可以从每个和她生活的子女上得到400磅年金。由此，艾米丽和她第二个丈夫的财政比伦斯特公爵二世宽松的多，伦斯特二世一年只有不到7000磅的收入还要维护2个大宅子，保持在政治上的影响，支付他每个妹妹10000磅嫁妆。由于艾米丽活到了1814年，比伦斯特二世还长10年，这些慷慨到偏颇的遗产规定和巨大的建设费用影响了好几代人。
1814年3月27日她死于伦敦的格罗夫纳广场。